# Карвальо, Даниэл
Даниэ́л да Си́лва Карва́льо (порт.-браз. Daniel da Silva Carvalho; род. 1 марта 1983, Пелотас) — бразильский футболист, атакующий полузащитник. Привлекался к играм национальной сборной Бразилии. В России известен по выступлению за московский ЦСКА, с которым стал обладателем Кубка УЕФА. Первый иностранный игрок, ставший футболистом года в России по версиям еженедельника «Футбол» и газеты «Спорт-Экспресс» (2005).

## Биография
С 2001 года — игрок бразильского «Интернасьонала». Провёл в его составе 66 матчей, забил 7 мячей. Также в это время являлся игроком молодёжной сборной Бразилии по футболу, в составе которой в 2003 году выиграл молодёжный чемпионат мира, и был признан лучшим игроком этого турнира. В это время его и заметили скауты московского ЦСКА и уже в начале 2004 года он появился в рядах команды. Весной 2004 получил травму, из-за которой был вынужден пропустить большую часть сезона. В 2005 Карвальо вновь появляется в рядах команды, и за считанные матчи становится её лидером. Именно через него строится атака команды и созидательные действия. В мгновение ока ЦСКА преображается, бьет очень сильные клубы Европы и в итоге выигрывает Кубок УЕФА. В этом же году, в очень напряжённой борьбе с московскими «Спартаком» и «Локомотивом», ЦСКА выигрывает российскую Премьер-лигу, а Карвальо признают лучшим игроком сезона 2005 по версии еженедельника «Футбол». Тогда же Даниэл стал сильно набирать вес, по его собственному признанию, врачи ЦСКА стали колоть ему стероиды, чтобы повысить у игрока мышечную массу. Позже сам футболист сказал, что его неправильно поняли, и что ему кололи не допинг, а делали некие неизвестные ему инъекции, от которых он мог набрать вес.
В декабре 2007 года Даниэл Карвальо продлил контракт с ЦСКА на два года. В конце июля 2008 года был отдан в аренду «Интернасьоналу» до декабря того же года. После окончания аренды вернулся в московский клуб, но основным игроком армейцев уже далеко не считался, его место в составе прочно занял Алан Дзагоев.

«Я очень сожалею, что не полностью раскрылся Карвальо. Потрясающе талантливый игрок! Однако насколько он был талантлив, настолько же и ленив. Человек умел все. Но — не хватило характера, воли, трудолюбия, чтобы стать настоящей звездой».
— Валерий Газзаев
4 января 2010 года было сообщено, что Карвальо будет выступать на правах аренды за катарский клуб «Аль-Араби»
В мае 2010 года подписал контракт с «Атлетико Минейро» и вернулся на родину.
9 января 2012 года игрок подписал контракт с «Палмейрасом» сроком до 31 декабря 2012 года с возможностью продления ещё на 2 года. В 2012 году «Палмейрас», один из самых титулованных клубов Бразилии, вылетел в Серию B. Поэтому «Палмейрас» отказался от услуг Карвальо, контракт которого был рассчитан до конца сезона.
В 2013 году Карвальо присоединился к новичку Серии A «Крисиуме», но 19 октября 2013 года клуб и игрок досрочно расторгли контракт.
По информации местных СМИ, бывший полузащитник ЦСКА Даниэл Карвалью дебютировал в бразильском мини-футболе. Отмечается, что Даниэл вернулся в родной штат Рио-Гранди ду Сул и будет выступать за команду «Пелотас». По словам 30-летнего плеймейкера, частые травмы и невозможность набрать нужные физические кондиции стали основной причиной, по которой он покинул большой футбол.

«В мини-футболе ты можешь замениться в любую минуту, отдохнуть и опять выйти играть. Здесь просто другой ритм».
— Даниэл Карвальо
В феврале 2015 появилась информация, что Даниэл тренируется вместе с «Ботафого», и, если проявит себя, то будет подписан контракт. 27 апреля было официально объявлено о подписание контракта на 1 год. 29 апреля забил гол в ворота «Капивариану» на 85-й минуте в дебютном матче, тем самым помог одержать для своей команды победу (1:2) в Кубке Бразилии.
5 октября 2016 года голкипер сборной России по мини-футболу и близкий друг Карвальо Густаво объявил, что Даниэл завершил карьеру футболиста.
25 марта 2023 года Карвальо выступил за ЦСКА в товарищеском матче против медиафутбольной команды 2DROTS.

## Карьера в национальной сборной
Карвалью впервые был вызван на товарищеский матч между Бразилией и Норвегией 16 августа 2006 года. Он начал матч и забил в своем дебютном матче, а 3 сентября принял участие в разгроме Аргентины со счетом 3:0. Он также забил в неофициальном товарищеском матче против кувейтского клуба «Аль-Кувейт» 7 октября 2006 года.

## Достижения
Командные
- Победитель молодёжного чемпионата мира: 2003
- Чемпион Лиги Гаушу (штата Риу-Гранди-ду-Сул) (2): 2002, 2003
- Чемпион России (2): 2005, 2006
- Серебряный призёр чемпионата России (2): 2004, 2008
- Бронзовый призёр чемпионата России: 2007
- Обладатель Кубка России (4): 2004/05, 2005/06, 2007/08, 2008/09
- Обладатель Суперкубка России (3): 2004, 2006, 2009
- Обладатель Кубка УЕФА: 2004/05
- Обладатель Кубка Бразилии: 2012

Личные
- В рамках премии «Золотая подкова» один раз получил «Золотую подкову» (2005)
- Футболист года в России: 2005 как по версии газеты «Спорт-Экспресс», так и по версии еженедельника «Футбол»
- Спортсмен года по версии газеты «Советский спорт» (2005)[21]

## Статистика выступлений за ПФК ЦСКА
| Сезон | Чемпионат России | Чемпионат России | Чемпионат России | Кубок России | Кубок России | Кубок России | Суперкубок России | Суперкубок России | Суперкубок России | Кубок УЕФА | Кубок УЕФА | Кубок УЕФА | Лига Чемпионов | Лига Чемпионов | Лига Чемпионов | Суперкубок Европы | Суперкубок Европы | Суперкубок Европы | Всего | Всего | Всего |
| Сезон | Игры             | Голы             | Г.П.             | Игры         | Голы         | Г.П.         | Игры              | Голы              | Г.П.              | Игры       | Голы       | Г.П.       | Игры           | Голы           | Г.П.           | Игры              | Голы              | Г.П.              | Игры  | Голы  | Г.П.  |
| ----- | ---------------- | ---------------- | ---------------- | ------------ | ------------ | ------------ | ----------------- | ----------------- | ----------------- | ---------- | ---------- | ---------- | -------------- | -------------- | -------------- | ----------------- | ----------------- | ----------------- | ----- | ----- | ----- |
| 2004  | 13               | 1                | 2                | 3            | 0            | 0            | 1                 | 1                 | 0                 | 0          | 0          | 0          | 1              | 0              | 0              | 0                 | 0                 | 0                 | 18    | 2     | 2     |
| 2005  | 29               | 4                | 13               | 6            | 3            | 0            | 0                 | 0                 | 0                 | 14         | 7          | 8          | 0              | 0              | 0              | 1                 | 1                 | 0                 | 50    | 15    | 21    |
| 2006  | 22               | 4                | 7                | 4            | 2            | 1            | 1                 | 0                 | 0                 | 0          | 0          | 0          | 8              | 2              | 3              | 0                 | 0                 | 0                 | 35    | 8     | 11    |
| 2007  | 4                | 0                | 2                | 3            | 1            | 0            | 0                 | 0                 | 0                 | 2          | 0          | 0          | 2              | 0              | 2              | 0                 | 0                 | 0                 | 11    | 1     | 4     |
| 2008  | 4                | 0                | 0                | 1            | 0            | 0            | 0                 | 0                 | 0                 | 0          | 0          | 0          | 0              | 0              | 0              | 0                 | 0                 | 0                 | 5     | 0     | 0     |
| 2009  | 13               | 0                | 3                | 3            | 0            | 1            | 1                 | 0                 | 1                 | 2          | 0          | 0          | 2              | 0              | 0              | 0                 | 0                 | 0                 | 21    | 0     | 5     |
| Итого | 85               | 9                | 27               | 20           | 6            | 2            | 3                 | 1                 | 1                 | 18         | 7          | 8          | 13             | 2              | 5              | 1                 | 1                 | 0                 | 140   | 26    | 43    |

## Карьера
| Сезон | Команда          | Игры | Голы |
| ----- | ---------------- | ---- | ---- |
| 2001  | Интернасьонал    | 14   | 1    |
| 2002  | Интернасьонал    | 21   | 1    |
| 2003  | Интернасьонал    | 31   | 5    |
| 2004  | ЦСКА             | 13   | 1    |
| 2005  | ЦСКА             | 29   | 4    |
| 2006  | ЦСКА             | 22   | 4    |
| 2007  | ЦСКА             | 5    | 0    |
| 2008  | ЦСКА             | 4    | 0    |
| 2008  | Интернасьонал    | 12   | 0    |
| 2009  | ЦСКА             | 13   | 0    |
| 2010  | Аль-Араби        | 10   | 3    |
| 2010  | Атлетико Минейро | 12   | 2    |
| 2011  | Атлетико Минейро | 24   | 4    |
| 2012  | Палмейрас        | 11   | 3    |
| 2013  | Крисиума         | 13   | 1    |